# American History X
American History X is een Amerikaanse dramafilm uit 1998.
De film werd zeer goed ontvangen door filmrecensenten. De film staat al jaren hoog in de IMDb-top 250 van beste films aller tijden, en Edward Norton werd genomineerd voor een Academy Award voor Beste Acteur.
Ondanks de goede ontvangst verliep het productieproces moeizaam. De eerste montage van de film door regisseur Tony Kaye werd afgekeurd door distributeur New Line Cinema en door hoofdrolspeler Norton. De definitieve versie werd mede door Edward Norton gemonteerd. Kaye vond deze zo veel afwijken van zijn oorspronkelijke versie, dat hij zonder succes probeerde zijn naam van de aftiteling te halen.

## Verhaal
Derek is een jonge man die beïnvloed wordt door het latente racisme van zijn vader, een brandweerman. Wanneer die bovendien vermoord wordt door een zwarte drugsdealer terwijl hij zijn werk deed, en wanneer Derek zijn moeders nieuwe joodse vriend niet zit zitten, is voor hem de cirkel rond: zwarten en Mexicanen zijn in zijn ogen allemaal criminelen, en joden sturen hen aan. Hij sluit zich aan bij de Disciples of Christ, een neonazistische bende geleid door Cameron Alexander, waarin hij zich bezighoudt met het werven van nieuwe leden en het ondernemen van gewelddadige acties tegen met name zwarten en Mexicanen. Zijn oproepen vinden gewillig oor bij de jonge blanken die in een hevig verpauperende buurt wonen en zich bedreigd voelen door zwarte en Mexicaanse "bendes".
De DoC pleegt intimiderende daden, zoals het beschadigen van een winkel van een Koreaan die illegale Mexicaanse immigranten in dienst heeft en het uitdagen van zwarte spelers in basketbalwedstrijden met als doel het plein te winnen als hun terrein. Op een nacht betrapt Dereks jongere broer Danny drie zwarte Crips die de auto van Derek proberen te stelen. Danny stoort Derek tijdens de seks met diens vriendin Stacey, waarop Derek zich naar buiten haast. Hij heeft een geladen pistool in zijn hand. Eenmaal buiten, schiet hij twee mannen neer. Nadat de auto weggereden is, legt Derek de overlevende autodief met zijn kaken op de stoeprand en breekt zijn nek door hem op zijn nek en achterhoofd te trappen. Danny besluit niet tegen zijn broer te getuigen, waardoor Derek slechts drie jaar cel krijgt opgelegd in plaats van levenslang. De neonazi's hemelen hem op.
Eenmaal aangekomen in de gevangenis, kan Derek het goed vinden met zijn medegevangenen, die ook zijn aangesloten bij de extreem racistische Aryan Brotherhood. Dit wekt uiteraard animositeit bij het zwarte deel van de gevangenispopulatie in de hand. Wanneer Derek in de wasserij samen moet werken met de zwarte Lamont, die zes jaar kreeg voor diefstal, draait alles om. Hij begint een goede relatie op te bouwen met de man en raakt er zelfs goed mee bevriend. Ondertussen raakt Derek gefrustreerd over de hypocrisie van de Brotherhood wanneer blijkt dat ze drugs van de Mexicaanse bendes kopen en die vervolgens doorverkopen onder hun eigen mensen. Derek verbreekt openlijk zijn banden met de Brotherhood. Als wederactie hiervoor verkrachten de Aryans hem in de douches. Wat erger is, is dat Derek nu geen bescherming meer heeft en een makkelijk doelwit is voor de zwarte bendes, die waarschijnlijk maar wat graag de kans zullen aangrijpen om een neonazi te vermoorden. Drie jaar lang leeft Derek in angst dat ze hem eens te grazen zullen nemen, maar de gevreesde afrekening komt niet. Bij zijn vrijlating beseft Derek dat hij dit aan zijn vriend Lamont te danken heeft.
Derek besluit het roer om te gooien en roept de hulp in van zijn vroegere schoolhoofd Sweeney. Sweeney, zelf ooit een lid geweest van de radicale zwarte beweging, bestrijdt nu te vuur en te zwaard de intolerantie en helpt de politie met onder andere het in kaart brengen van de DoC en de activiteiten van Cameron. Sweeney stemt in maar stelt zijn voorwaarden. Hij eist dat hij daarna vertrekt bij de neonazi-beweging en afstand doet van het racistisch zijn en zijn broer meeneemt. Derek gaat hiermee akkoord, want hij had al lang ingezien dat hij verkeerd bezig was.
Gedurende de drie jaar die Derek doorbracht in de gevangenis, treedt Danny in zijn broers voetsporen. Derek is altijd al een groot voorbeeld voor hem geweest. Hij wordt skinhead en neonazi net als zijn broer en sluit zich aan bij de DoC. Danny gaat met skinheads om en gedraagt zich provocerend tegenover zwarten. Hij leert alles wat moet en niet moet in het racistisch zijn, ten volle gesteund door Cameron. Ook Dereks vriend Seth loopt tot afschuw van de andere leden van het gezin voortdurend ongevraagd binnen en beïnvloedt Danny. Aan het begin van de film helpt Danny een blanke jongen die door zwarte jongens gepest wordt en daagt de leider Little Henry uit door sigarettenrook in diens gezicht te blazen.
Sweeney maakt zich ernstig zorgen om Danny wanneer die zijn boekbespreking van Mein Kampf inlevert. Hij roept de jongen bij hem en zegt dat hij vanaf dit moment zijn nieuwe geschiedenisleraar zal zijn. Zijn lessen zullen "American History X" heten. Deze lessen, waarin Danny onder andere een opstel moet inleveren over zijn racisme, zetten hem aan het denken. Hij beleeft flashbacks waaruit duidelijk wordt hoe Dereks vader Derek heeft beïnvloed met diens racistische ideeën.
Wanneer Derek vrijkomt wil hij meteen alles achter zich laten van vroeger en met een schone lei beginnen. Hij verbiedt Danny bijvoorbeeld om naar het feest te gaan die avond, dat speciaal voor zijn vrijlating gehouden wordt. Hij zegt ook dat Danny niet meer met de neonazi's om moet gaan en tracht hem bij te brengen dat een goede opleiding veel belangrijker is. Hij wijst Danny erop dat de meeste neonazi's in feite niks beters te doen hebben omdat ze werkloos zijn of rotbaantjes hebben. Aanvankelijk wil Danny niet luisteren.
Op het feest vertelt Derek aan Cameron dat hij uit de extreemrechtse wereld stapt en dat hij het hele gedoe beu is. Ook wil hij dat Cameron uit de buurt van Danny blijft. Cameron zegt dat Danny wel naar hem toe komt en dat hij inmiddels belangrijker is voor Danny dan Derek. Cameron wordt op de grond geslagen door Derek, die daarna wil ontsnappen van het feest. Hij weet niet ver te lopen wanneer door de anderen ontdekt wordt waar hij mee bezig is. De anderen willen hem te grazen nemen, maar hij weet te ontsnappen samen met Danny die, tegen het bevel van Derek in, toch naar het feestje gekomen is. Seth probeert met een pistool te dreigen maar wordt door Danny ontwapend en krijgt eveneens een vreselijk pak slaag. Danny is over zijn toeren. Zijn broer legt hem alles uit en weet hem over te halen om mee te komen met hem.
De volgende dag brengt Derek zijn broer naar school, die ook volledige afstand heeft gedaan van het neonazi-zijn. Seth en Cameron blijken zodanig te zijn mishandeld dat ze op de Intensive Care liggen, maar Derek zegt van niets te weten en beide heren hebben vermoedelijk uit schaamte ook de waarheid niet verteld. Danny is tot de conclusie gekomen dat de neonazi's slechts voor haat staan, en dat haat een overbodige nutteloze ballast is.
Eenmaal op school gaat Danny de wc’s binnen. Daar wordt hij opgewacht door de zwarte jongen, Little Henry, waar hij eerder in de film ruzie mee had. Die schiet hem vol haat in zijn ogen neer, waarna Danny overlijdt.
Derek ziet een auto met zwarte man uit de straat van de school komen en heeft het al door. Hij rent de school binnen, waar hij zijn dode broer aantreft. De film sluit af met Derek die zijn dode broer in zijn armen houdt en daarbij zelf zijn schuld ervan inziet.

## Rolverdeling
| Acteur                   | Personage         |
| ------------------------ | ----------------- |
| Edward Norton            | Derek Vinyard     |
| Edward Furlong           | Danny Vinyard     |
| Beverly D'Angelo         | Doris Vinyard     |
| Avery Brooks             | Dr. Bob Sweeney   |
| Jennifer Lien            | Davina Vinyard    |
| Ethan Suplee             | Seth Ryan         |
| Stacy Keach              | Cameron Alexander |
| Fairuza Balk             | Stacey            |
| Elliott Gould            | Murray            |
| Guy Torry                | Lamont            |
| William Russ             | Dennis Vinyard    |
| Joseph Cortese           | Rasmussen         |
| Jason Bose Smith         | Little Henry      |
| Antonio David Lyons      | Lawrence          |
| Alex Sol                 | Mitch McCormick   |
| Keram Malicki-Sánchez    | Chris             |
| Michelle Christine White | Lizzy             |
| Christopher Masterson    | Daryl Dawson      |
| Paul Le Mat              | McMahon           |
| Cherish Lee              | Kammi             |
| Tara Blanchard           | Ally Vinyard      |